# Batavia (Nijmegen)
Batavia is een buurt in de wijken Biezen en Haven- en industrieterrein in Nijmegen. De buurt ligt aan de rivier Waal in de stadsdelen Nijmegen-Oud-West en Nijmegen-Nieuw-West.

## Geschiedenis
De buurt is in twee fasen gebouwd tussen 2015 en 2018 in het gebied tussen het oude Honigcomplex, stadsbrug de Oversteek, de Weurtseweg en de Waal. Tussen 1913 en 2015 was het een industriegebied. In de buurt komen in totaal 500 koop- en huurwoningen.. De buurt Batavia zal uit drie delen bestaan, namelijk: Batavia Noord met huurwoningen, Batavia Zuid met koopwoningen en Fort Krayenhoff. De woningen in Batavia Zuid zijn gebouwd in een stijl die lijkt op die van de 19e-eeuwse woningen in Nijmegen-Oost en Bottendaal. De buurt zou aanvankelijk de naam Koningsdaal krijgen.

## Indische Nijmegenaren
Op initiatief van Pieke Hooghoff en de Stichting Sari zijn de straten in de buurt vernoemd naar Indische Nijmegenaren die maatschappelijk of cultureel relevant zijn geweest..

## Fort Krayenhoff
Fort Krayenhoff werd in 1824-1831 gebouwd aan de oever van de Waal door Cornelis Rudolphus Theodorus Krayenhoff. Generaal Krayenhoff gaf opdracht voor de bouw van 2 vestingen. Het fort aan de huidige Weurtseweg ter hoogte van de Dijkstraat werd in 1824 door koning Willem II naar Krayenhoff genoemd, voorheen Fort Batavia. Al voordat in 1874 de functie van Nijmegen als vestingstad werd beëindigd, had Fort Krayenhoff zijn militaire functie verloren. Een klein deel van fort Krayenhoff ontkwam aan de slopershamer: het muurwerk aan de rivierzijde bleef behouden en werd opgenomen in de kade. De muren zijn alleen vanaf de Waal goed zichtbaar. Men gaat ervan uit dat veel restanten van het fort onder de grond liggen.. In 2017 is bepaald dat het park, dat in 2018/19 gerealiseerd zal worden, op de restanten van het fort, dat eerst de naam Batviapark had meegekregen, de naam Fort Krayenhoff zal krijgen.

## Afbeeldingen

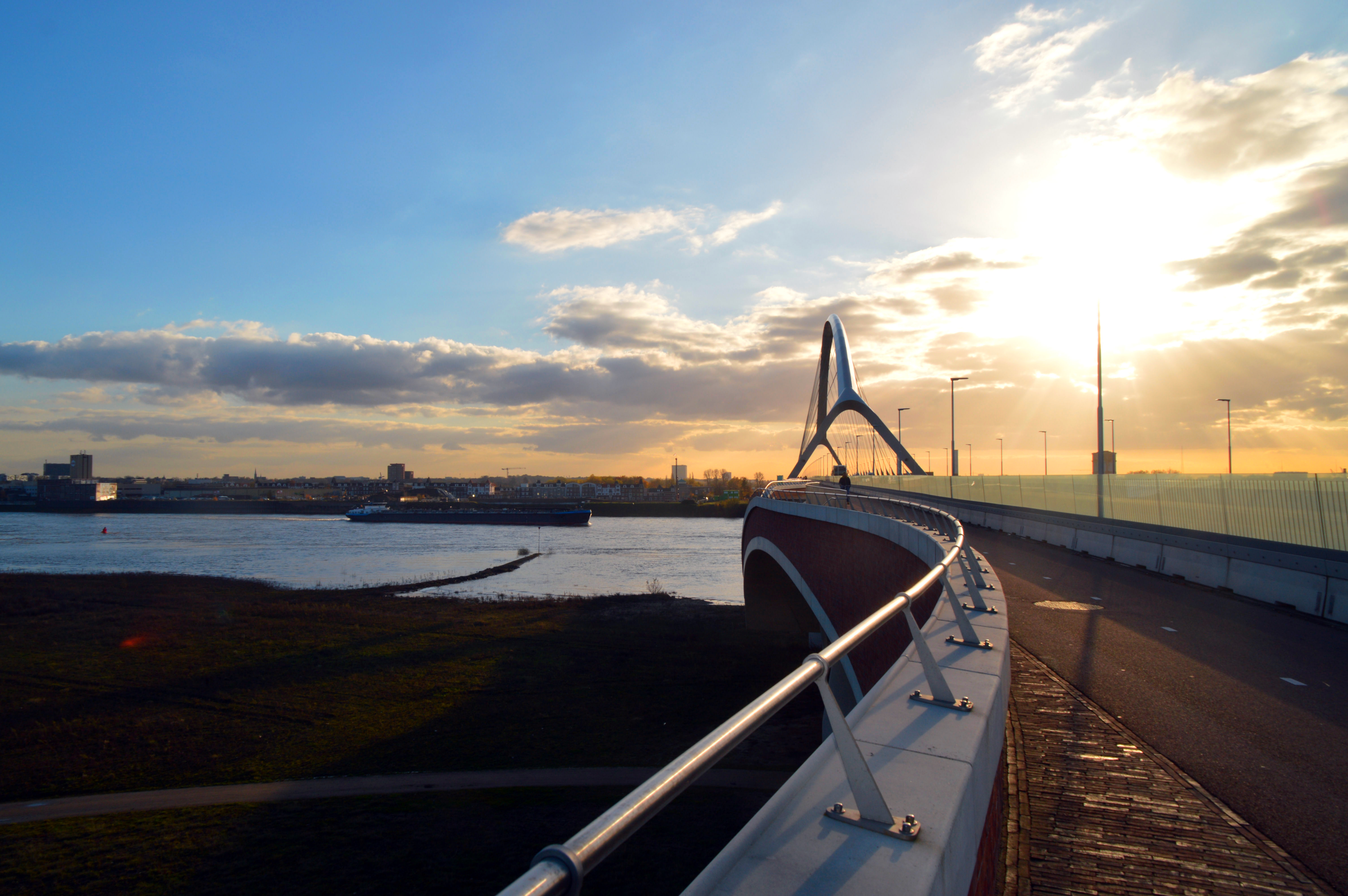
De buurt Batavia tussen het Honigcomplex en stadsbrug de Oversteek
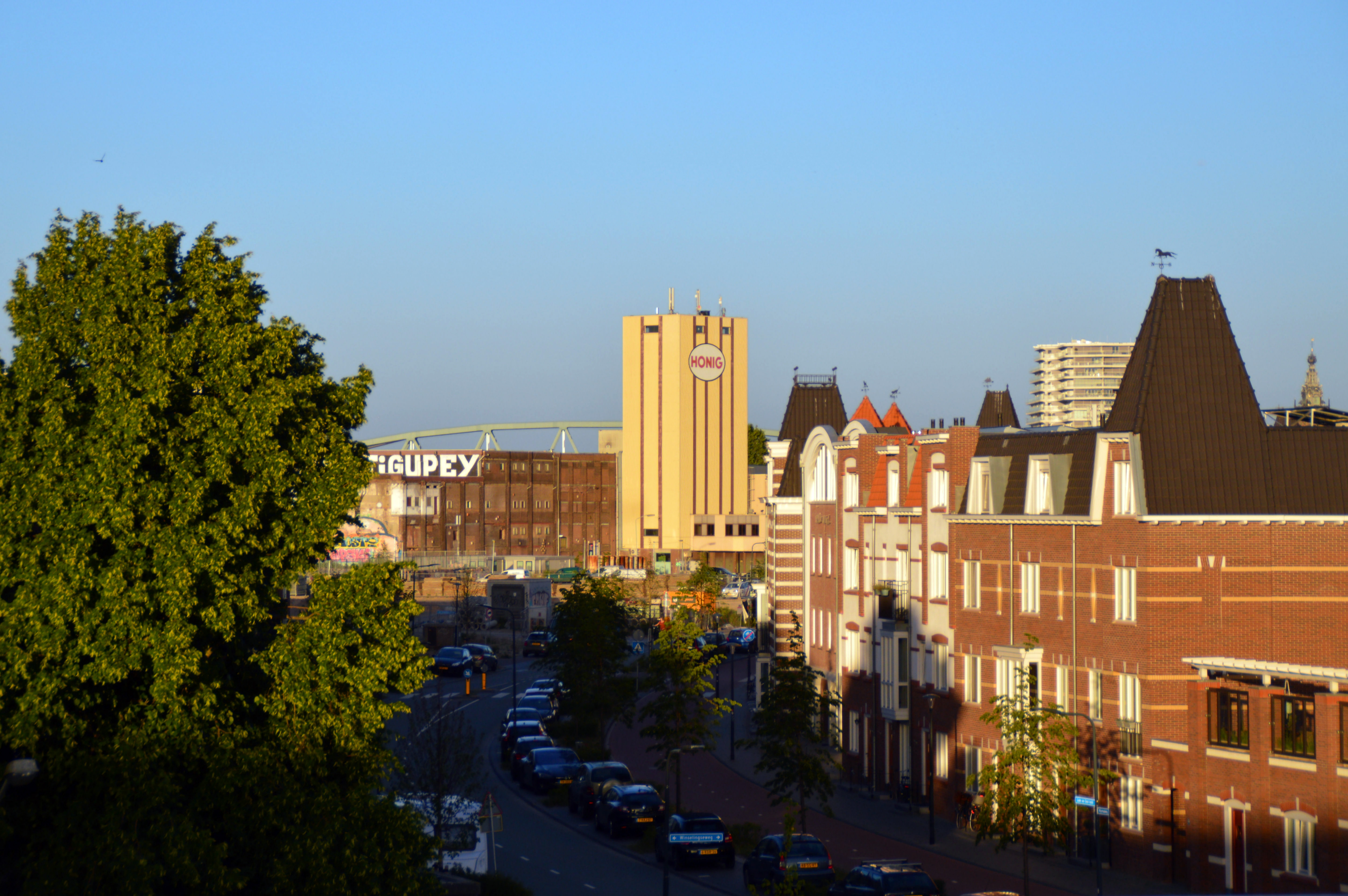
Honigfabriek Honigcomplex gezien vanaf de brug De Oversteek Stadsbrug Batavia Nijmegen
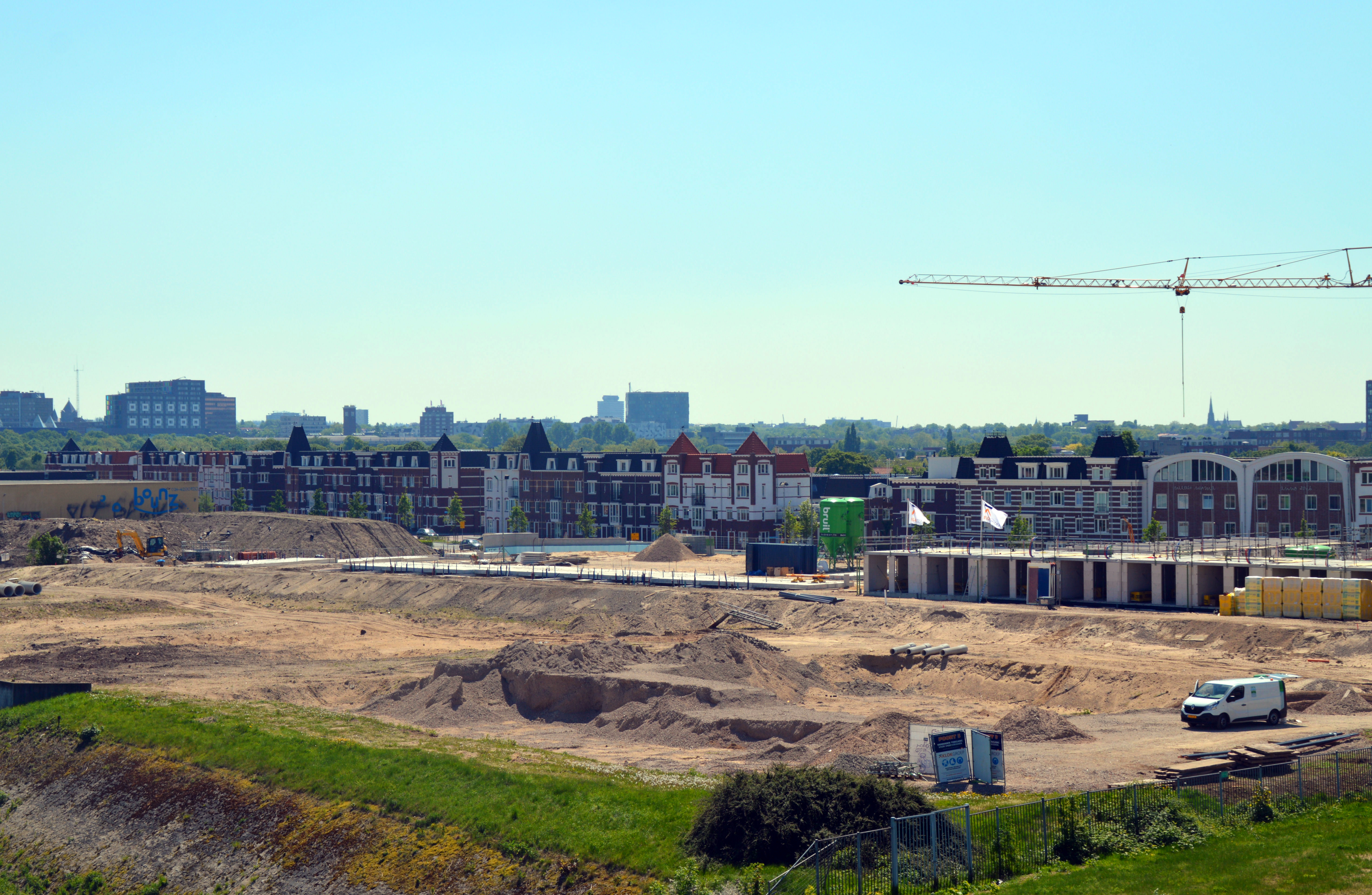
Aanzicht buurt Batavia vanaf stadsbrug De Oversteek
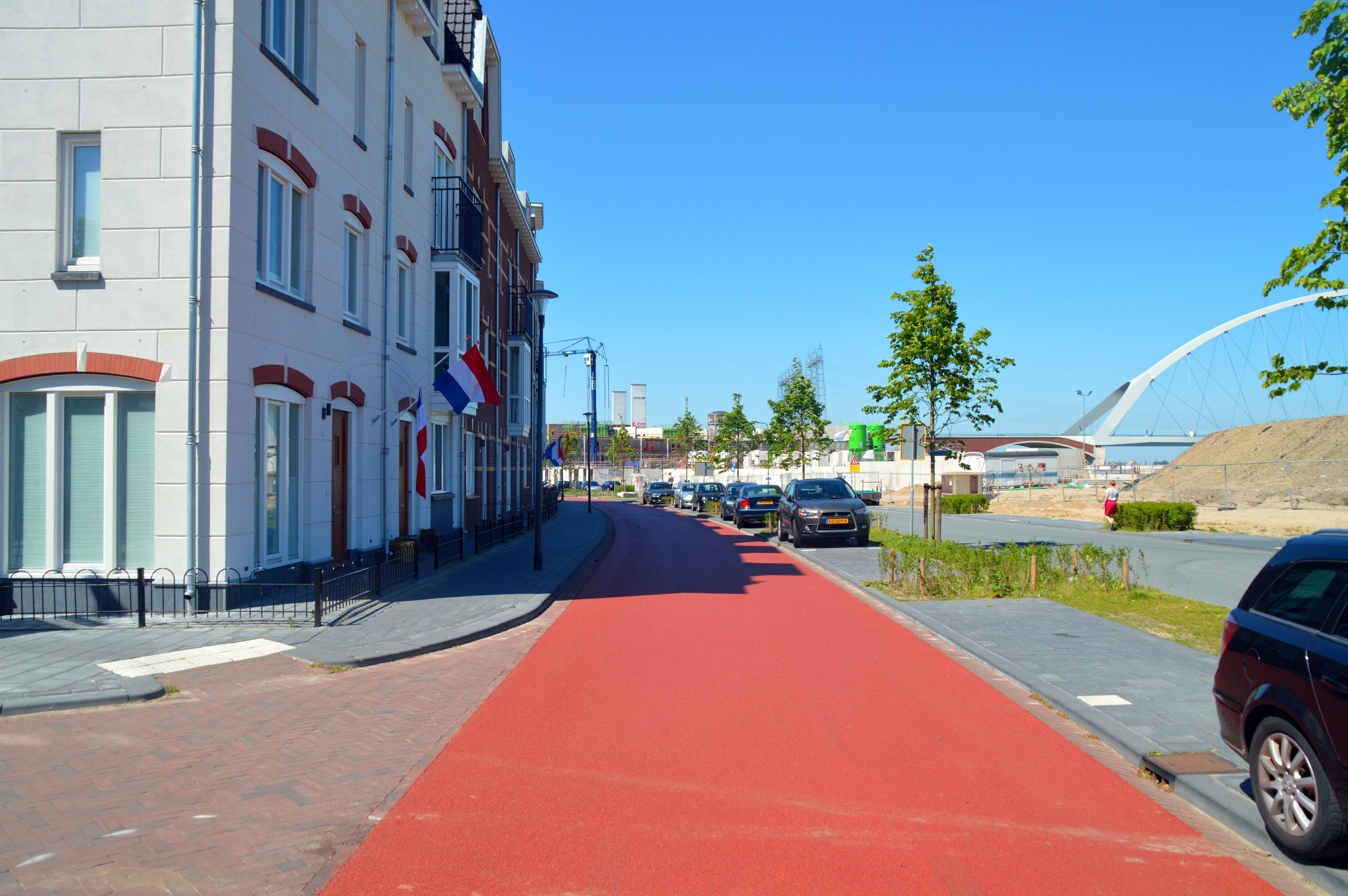
Laan van Oost-Indië in westelijke richting met stadsbrug de Oversteek
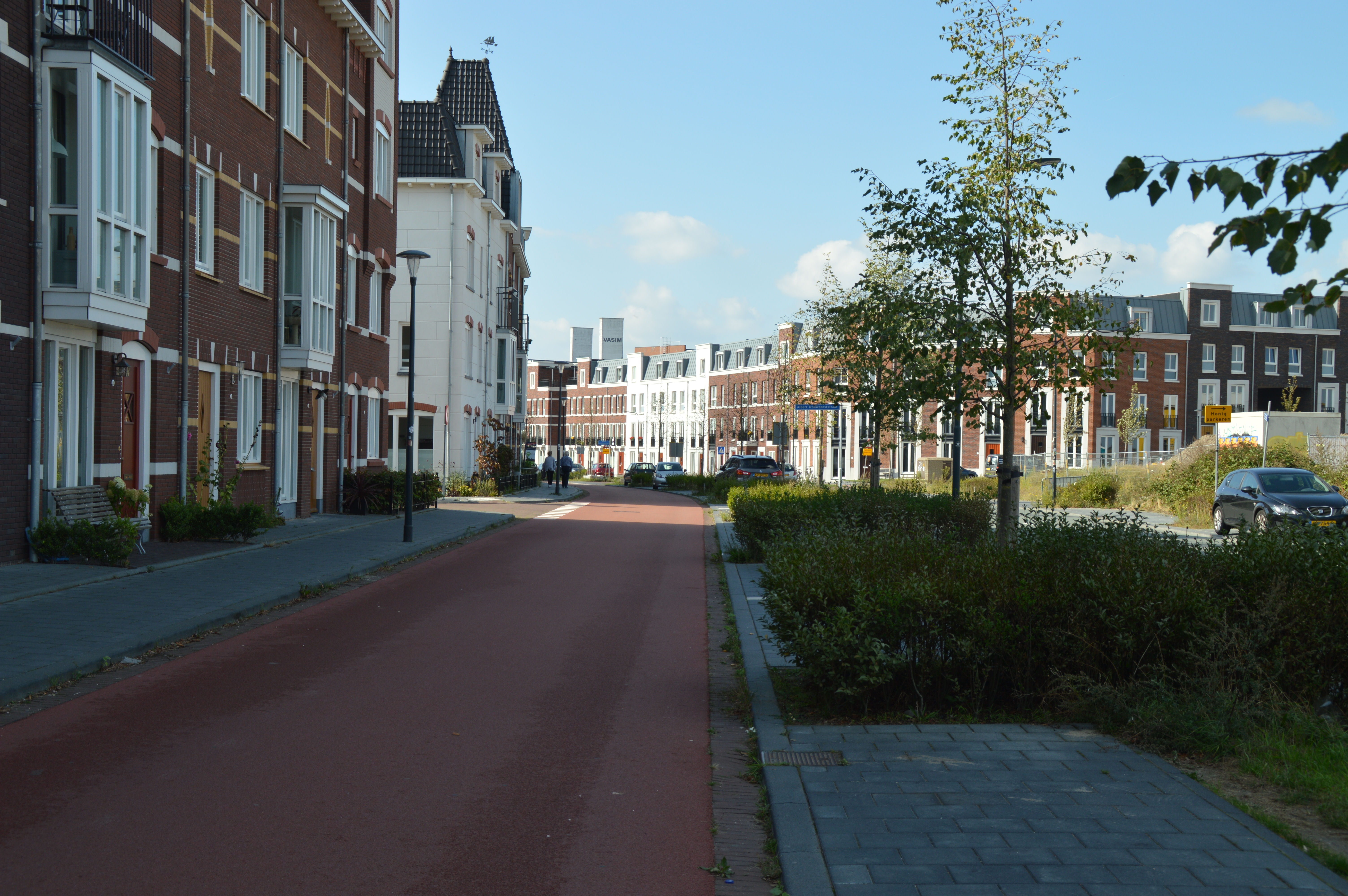
Laan van Oost-Indië in westelijke richting
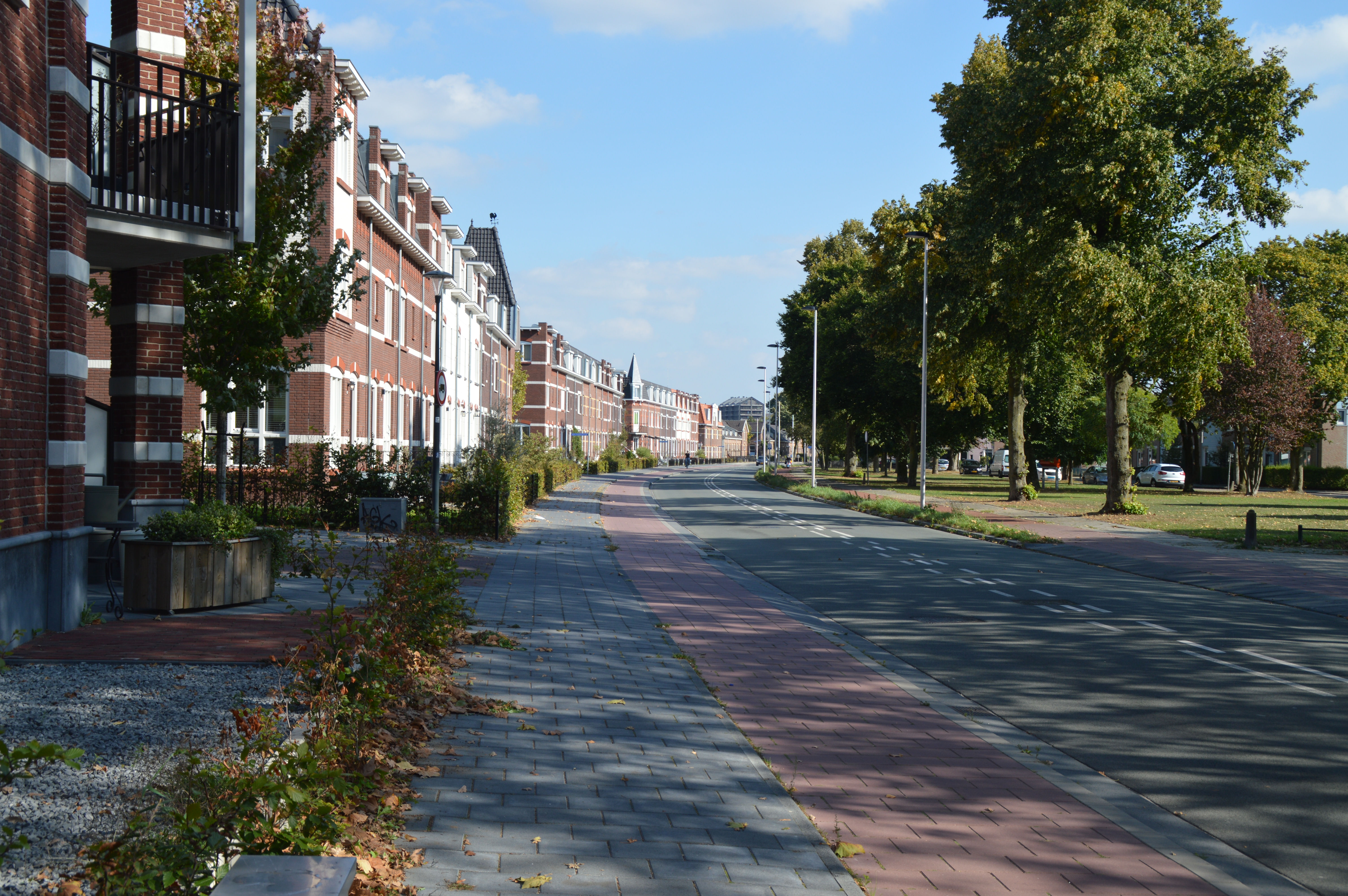
Weurtseweg richting oosten
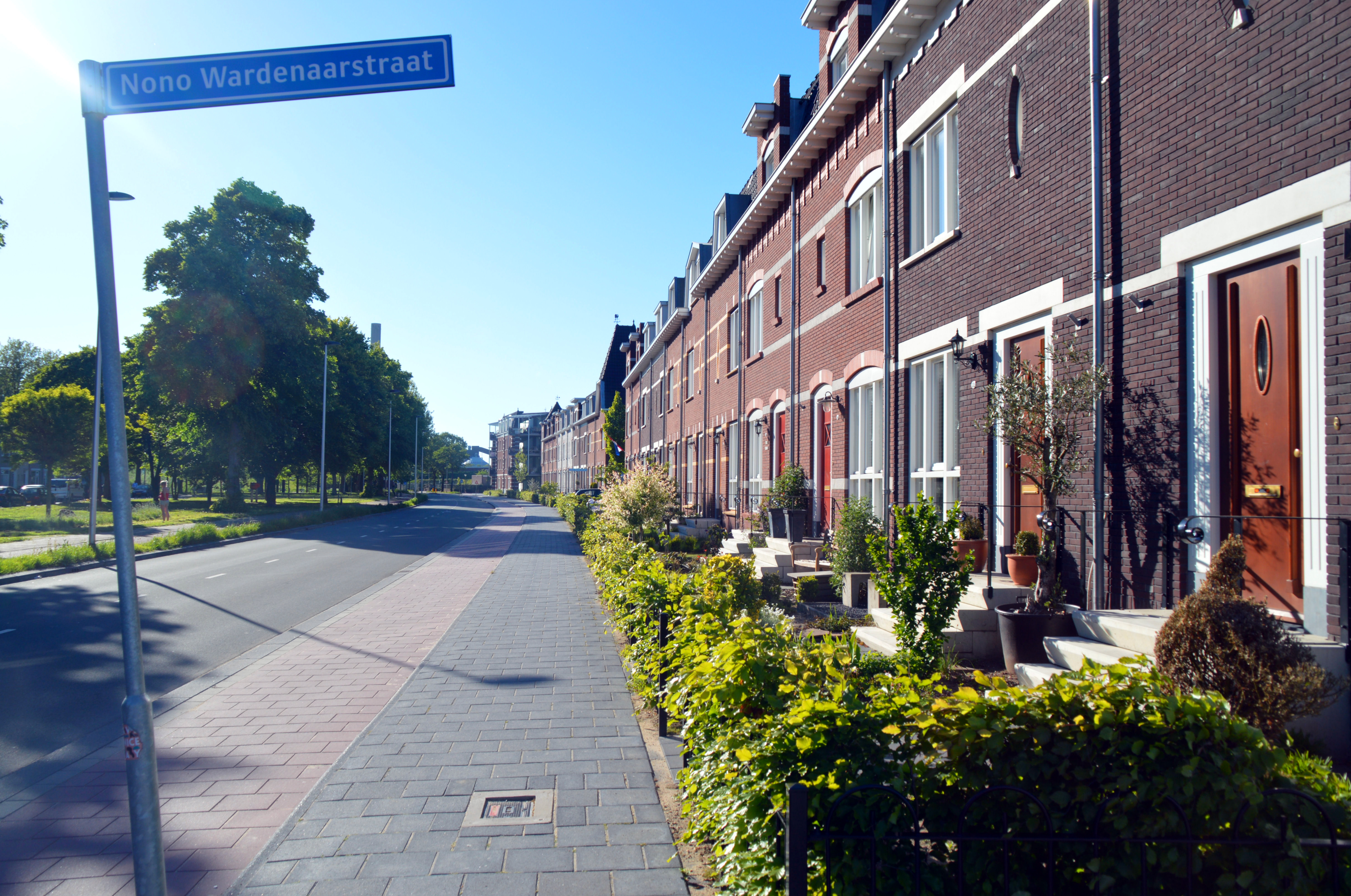
Weurtseweg
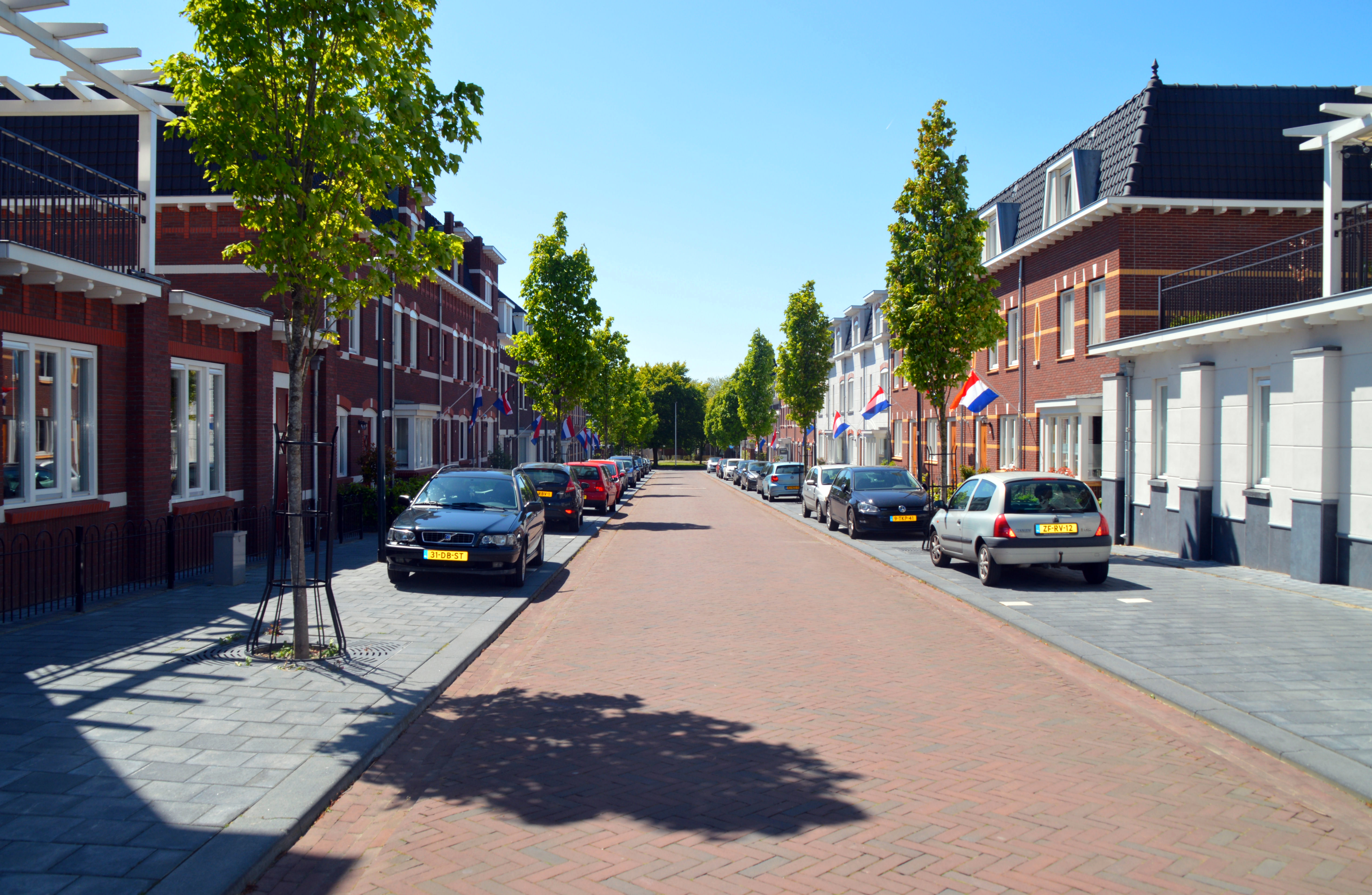
Albert Trouwborststraat
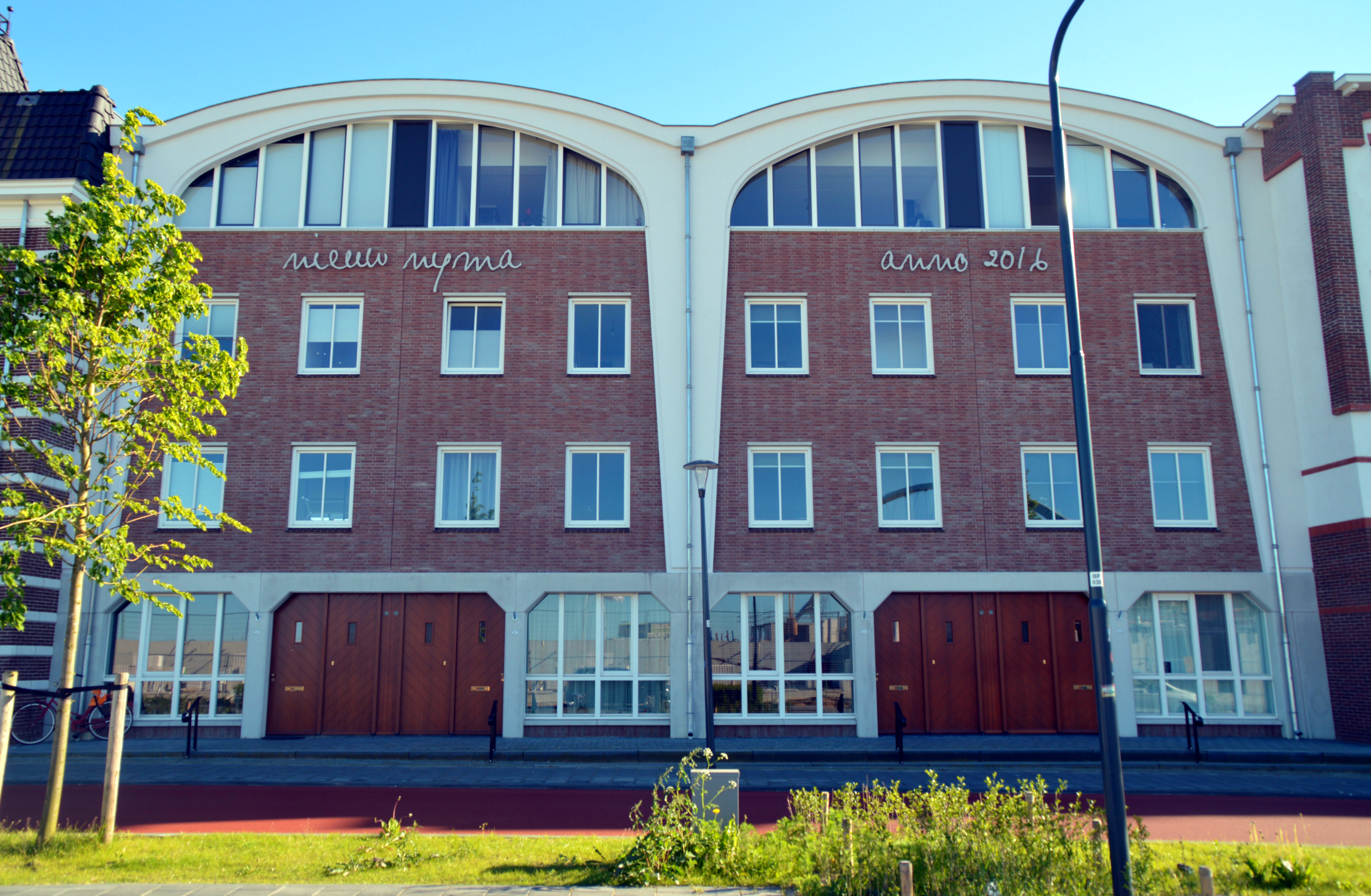
Nieuw Nyma gebouw, Laan van Oost-Indië
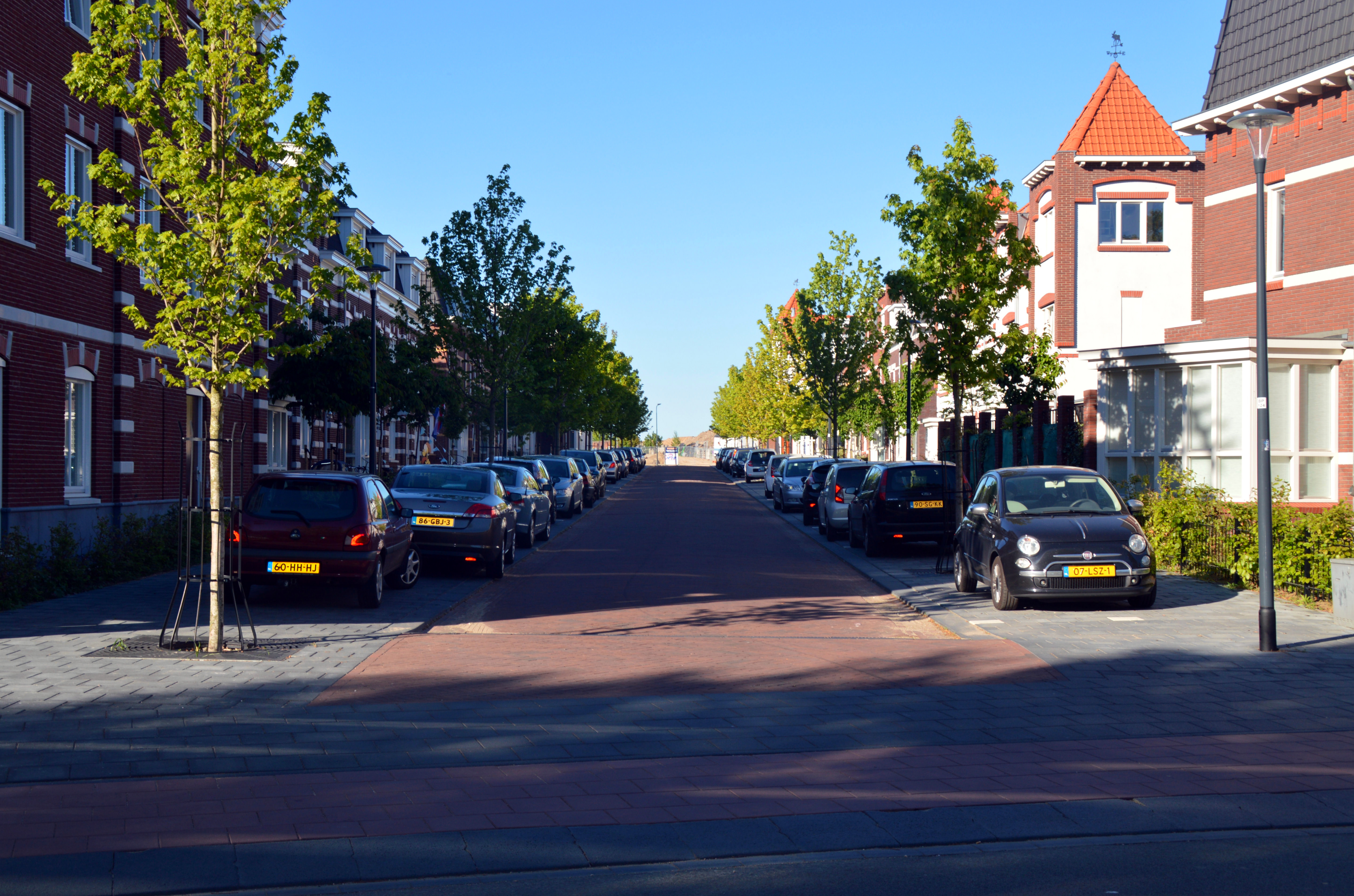
Wilhelm Linnemannstraat
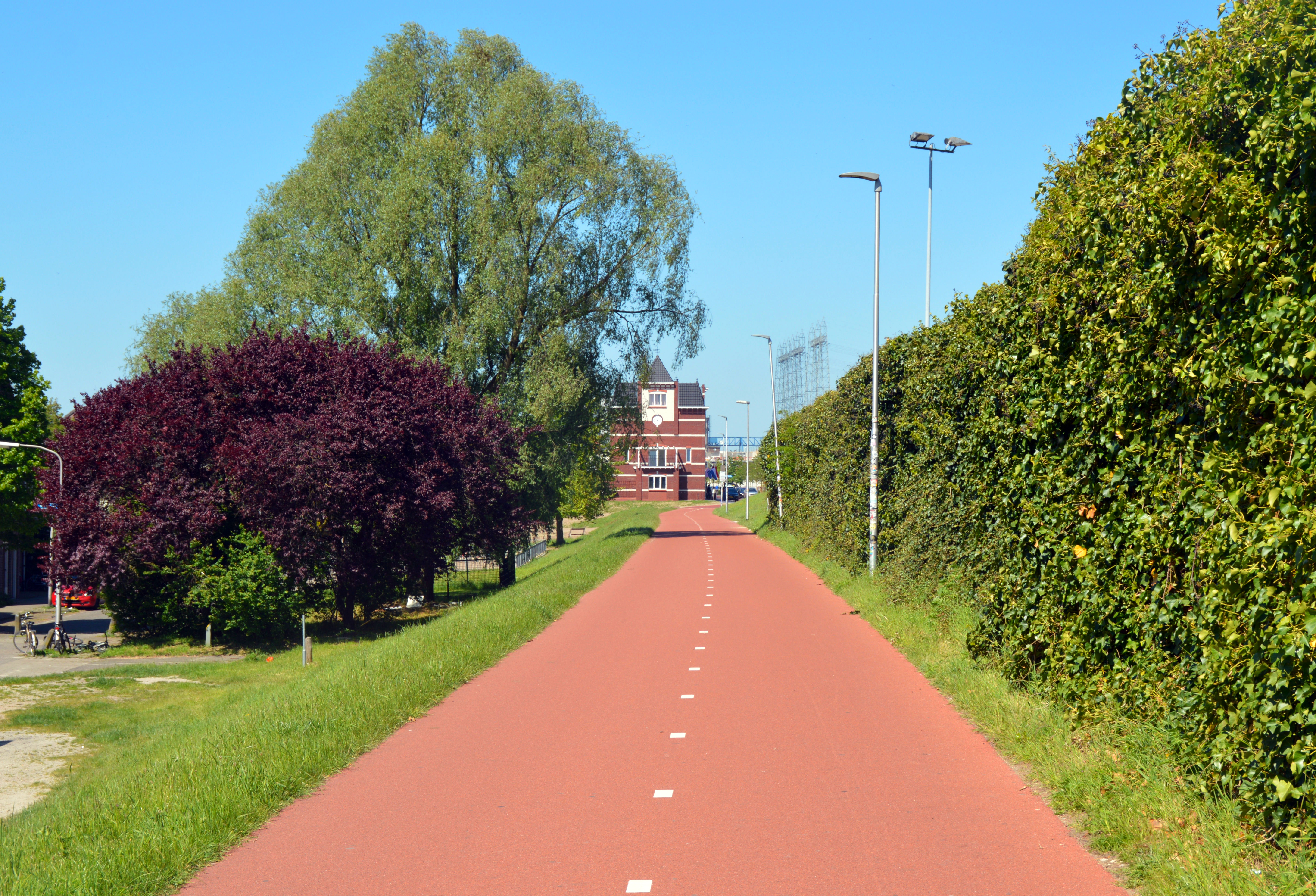
Zicht van de Waalbandijk op de Laan van Oost-Indië